# 噂 (アルバム)
『噂』 (Rumours) は、1977年にイギリスロンドンで結成されたロックバンドのフリートウッド・マックが発表した13枚目のスタジオ・アルバムである。このアルバム当時のライン・ナップで録音した2作目であり、1975年に成功を収めた自らのバンドの名前を付けたアルバム、『ファンタスティック・マック』の次のアルバムである。1976年12月、アルバムリリースに先立ってリプリーズ・レコードはシングル「Go Your Own Way」（オウン・ウェイ）をリリースした。1978年、グラミー賞の最優秀アルバム賞を獲得。2012年時点で累計4,000万枚の売上を記録している。
ローリング・ストーン誌の大規模なアンケート『オールタイム・ベストアルバム500」(2020年版)に於いて7位にランクイン。
Carol Ann Harrisが書いた「Storms - My Life With Lindsey Buckingham And Fleetwood Mac」ではアルバムがロサンゼルス周辺だけで100万枚以上売れたとされている。

## 歴史
前作からの2年間で、グループ内の関係はより面倒なことになっていた。まず、ミック・フリートウッドが妻のジェニーと離婚した。バンドに参加したときは交際していたリンジー・バッキンガムとスティーヴィー・ニックスは別れ、ジョン・マクヴィーとクリスティン・マクヴィーも離婚した。にもかかわらず、5人のメンバーは、全員がバンドに残っていた。後のスティーヴィー・ニックスの指摘によれば、それはつまり、ただでさえよそよそしいメンバー同士が長い時間を共に過ごし、時々とても気まずい時間があったということだ。クリスティン・マクヴィーは、後に振り返って「自分たちはみんなお互いの事を曲に書いたから、それがアルバムのタイトルになった」と述べている。当時彼らは気づかなかったが、結果として、自分たちを苦痛からすくい上げてくれる素晴らしいアルバムを一緒に作りあげた。
20年後に制作された『噂』録音中の出来事を振り返るDVD作品のインタビューでは、「各メンバーがそれぞれに精神的に辛い状況にあり、みんなアルバム制作に没頭することで辛さから逃れようとしていた」というスティーヴィーの発言が収録されている。上記の状況の中制作された曲は人間関係についてを主に歌っている。
実際のアルバム制作においてはブルース主体だった古くからのメンバーはポップな曲を作るのにとまどい、リンジーが主に周りを引っ張っていった。
1年以上レコーディングを行っていたため、ドラムの高音がマスターテープの損傷により失われ、バックアップしてあったテープからコピーしなおしたという話もある。
"Go Your Own Way"（オウン・ウエイ）は彼らの関係が壊れていく様を暗く言及したものであるとニックスは信じていて、彼女とバッキンガムはそのことについて議論した。リンジーがスティーヴィーにあてつけして作った曲でもある。
"Dreams"（ドリームス）は彼女が楽観的になろうと試みたものである。この曲はアメリカにおいて唯一のナンバーワンであり、今でもバンドの一番有名な曲である。
"You Make Loving Fun"（ユー・メイク・ラヴィング・ファン）はクリスティンとグループのライティングディレクターとの関係を述べている。
"Gold Dust Woman"（ゴールド・ダスト・ウーマン）はスティーヴィー・ニックス自身の薬物との戦いについて言及したものである。
"Don't Stop"（ドント・ストップ）はクリスティン・マクヴィーがジョン・マクヴィーと離婚した後に彼女によって作曲され、2人の新しい分かれた生活の見通しを楽観的に提供している。
"Oh Daddy"（オー・ダディ）はほぼ間違いなくミック・フリートウッドについての言及で、彼はグループの精神的支柱であり、大きくグループを包み込み、そしてその当時唯一の親である（子供がいる）メンバーであった。
"Songbird"（ソングバード）はクリスティン・マクヴィーが「"a little anthem"（ちょっとした賛歌）」と評しており、これは「私たちみんな」のためと言っていた。録音には長い時間がかかったのだがそれは一度に曲を全部録る必要があったからだ。
"The Chain"（ザ・チェイン）は風変わりである。最後の節、最後の1分15秒かそれ以上が最初に書かれたが、その時点でその節はこの曲の最後としてでは無かった。スティーヴィー・ニックスはこれを完全に分離した状態で書き、彼女はこれを組み込むとき、「彼らにあげた」。リンジー・バッキンガムはそれからどう始めるかのアイディアが生まれ、最初の部分が録音し直された。また、その節はBBCのF1中継『GRAND PRIX』のテーマソングとして広く親しまれるようになった。
 『噂』は1978年にグラミー賞の1977年最優秀アルバム賞を獲得し、ビルボードにおいて31週1位に君臨した。2003年にアルバムは1900万枚以上をアメリカ国内のみで売り上げ、RIAAに認定された。
1990年代、『噂』の曲"Songbird"（ソングバード）が晩年のエヴァ・キャシディによってカバーされた。彼女はイギリスで有名なアメリカの歌手であった。彼女のカバーはイギリスにおいて非常に有名になった。
2006年、Qの読者は『噂』をオールタイム・ベストアルバム（2001年当時）の68位に選出し、テレビ局のVH1は16位にランクインさせた。2003年、ローリング・ストーン誌上でオールタイム・ベストアルバム 500の中の25位にランクインした。

### 2001年DVD-Audio
DVD-Audio版は"Silver Springs"（シルヴァー・スプリングス）（トラック6）が"Go Your Own Way"（オウン・ウエイ）の後に追加され、"Songbird"（ソングバード）が最後に移動（トラック12）されて発表した。他のすべての曲はオリジナルの順番通りになっていた。
このバージョンには3つの異なる内容が存在する。96 kHz/24 ビットのサラウンドであり、ステレオにはフォトギャラリーが組み合わされたものがある。これはDVD-Audioプレイヤーのみで利用できる。ドルビーデジタル5.1チャンネルサラウンドはDVD-Videoプレイヤーのみで利用できる。そして「メイキング・オブ・ルーモアズ」というすべての曲を順番に作曲と録音について詳細に解説したオーディオ・インタビューがある。これは全てのプレイヤーで利用できる。

### 2004年 再発売
2004年3月23日、ワーナー・ブラザース・レコードはリマスター版のアルバムを発表した。ボーナスディスク付きで、ラフミックス、アウトテイク、初期のデモ、セッション・ジャムが入っている。"Silver Springs"（シルヴァー・スプリングス）は"Songbird"（ソングバード）と"The Chain"（ザ・チェイン）の間に入っているが、他の曲順は変更されなかった。

## 曲目

### オリジナル版
Side 1
1. セカンド・ハンド・ニュース - Second Hand News (Lindsey Buckingham) - 2:43
リード・ボーカル：リンジー・バッキンガム
2. ドリームス - Dreams (Stevie Nicks) - 4:14
リード・ボーカル：スティーヴィー・ニックス
3. もう帰らない - Never Going Back Again (Buckingham) - 2:14
リード・ボーカル：リンジー・バッキンガム
4. ドント・ストップ - Don't Stop (Christine McVie) - 3:11
リード・ボーカル：リンジー・バッキンガム、クリスティン・マクヴィー
5. オウン・ウェイ - Go Your Own Way (Buckingham) - 3:38
リード・ボーカル：リンジー・バッキンガム
6. ソングバード - Songbird (C. McVie) - 3:20　1976年3月3日にカリフォルニア大学バークレー校ゼルバック・ホールで録音された。
リード・ボーカル：クリスティン・マクヴィー

Side 2
1. ザ・チェイン - The Chain (Nicks, Buckingham, C. McVie, John McVie, Mick Fleetwood) - 4:28
リード・ボーカル：リンジー・バッキンガム、スティーヴィー・ニックス
2. ユー・メイク・ラヴィング・ファン - You Make Loving Fun (C. McVie) - 3:31
リード・ボーカル：クリスティン・マクヴィー
3. アイ・ドント・ウォント・トゥ・ノウ - I Don't Want to Know (Nicks) - 3:11
リード・ボーカル：スティーヴィー・ニックス、リンジー・バッキンガム
4. オー・ダディ - Oh Daddy (C. McVie) - 3:54
リード・ボーカル：クリスティン・マクヴィー
5. ゴールド・ダスト・ウーマン - Gold Dust Woman (Nicks) - 4:51
リード・ボーカル：スティーヴィー・ニックス

### 2004 リイシュー
1. セカンド・ハンド・ニュース - "Second Hand News" (Lindsey Buckingham) – 2:43
2. ドリームス - "Dreams" (Stevie Nicks) – 4:14
3. もう帰らない - "Never Going Back Again" (Buckingham) – 2:14
4. ドント・ストップ - "Don't Stop" (Christine McVie) – 3:11
5. オウン・ウェイ - "Go Your Own Way" (Buckingham) – 3:38
6. ソングバード - "Songbird" (C. McVie) – 3:20
7. シルヴァー・スプリングス - "Silver Springs" (Nicks) – 4:33
8. ザ・チェイン - "The Chain" (Nicks, Buckingham, C. McVie, John McVie, Mick Fleetwood) – 4:28
9. ユー・メイク・ラヴィング・ファン - "You Make Loving Fun" (C. McVie) – 3:31
10. アイ・ドント・ウォント・トゥ・ノウ - "I Don't Want to Know" (Nicks) – 3:11
11. オー・ダディ - "Oh Daddy" (C. McVie) – 3:54
12. ゴールド・ダスト・ウーマン - "Gold Dust Woman" (Nicks) – 4:51

「シルヴァー・スプリングス」は「オウン・ウェイ」のB面としての発表だった。この曲は最初LPに収録される予定であったが長さの都合で収録されなかった。アルバムにはニックスの曲「アイ・ドント・ウォント・トゥ・ノウ」が代わりに収録された。現在の『噂』には「シルヴァー・スプリングス」が入っている。「シルヴァー・スプリングス」がアルバムに収録されないことをリンジーとミックから告げられたとき、スティービーは怒りに震え、その後何年もこの件で怒り続けていた。この曲はスティーヴィーがリンジーにあてつけした曲である。

#### ボーナスディスク
1. セカンド・ハンド・ニュース - "Second Hand News" (Lindsey Buckingham) - 2:47
2. ドリームス - "Dreams" (Stevie Nicks) - 4:21
3. もう帰らない - "Brushes(Never Going Back Again)" (Lindsey Buckingham) - 2:50
4. ドント・ストップ - "Don't Stop" (Christine Mcvie) - 3:33
5. オウン・ウエイ - "Go Your Own Way" (Lindsey Buckingham) - 3:06
6. ソングバード - "Songbird" (Christine McVie) - 3:11
7. シルヴァー・スプリングス - "Silver Springs" (Stevie Nicks) - 6:07
8. ユー・メイク・ラヴィング・ファン - "You Make Loving Fun" (Christine Mcvie) - 4:56
9. ゴールド・ダスト・ウーマン - "Gold Dust Woman #1" (Stevie Nicks) - 5:02
10. オー・ダディ - "Oh Daddy" (Christine Mcvie) - 3:58
11. シンク・アバウト・イット - "Think About It" (Stevie Nicks) - 2:55
  - 後にニックスのファースト・ソロアルバム「麗しのベラ・ドンナ」で再録音されている。
12. もう帰らない - "Never Going Back Again" (Lindsey Buckingham) - 1:56
13. プラネッツ・オブ・ユニバース - "Planets Of Universe" (Stevie Nicks) - 3:18
  - 後にニックスの「トラブル・イン・シャングリラ」で再録音されている。
14. バター・クッキー - "Butter Cookie(Keep Me There)" (Christine Mcvie) - 2:11
  - コード進行が「ザ・チェイン」に使われた。
15. ゴールド・ダスト・ウーマン - "Gold Dust Woman" (Stevie Nicks) - 5:01
16. ダズント・エニシング・ラスト - "Doesn't Anything Last" (Lindsey Buckingham) - 1:10
17. ミック・ザ・スクリーチャー - "Mick The Screecher" (Mick Fleetwood) - 0:59
18. フォー・ダスター(ザ・ブルース) - "For Duster(The Blues)" (Lindsey Buckingham/Mick Fleetwood/Christine Mcvie/John Mcvie/Stevie Nicks) - 4:26

## クレジット
- スティーヴィー・ニックス - ボーカル
- リンジー・バッキンガム - ギター、ボーカル
- ジョン・マクヴィー - ベース
- クリスティン・マクヴィー - キーボード、ボーカル
- ミック・フリートウッド - ドラム

### 制作
- フリートウッド・マック、ケン・キャレイ、リチャード・ダシェット – プロデューサー
- ケン・キャレイ、リチャード・ダシェット – エンジニア
- ケン・キャレイ、ケン・ペリー、チャーリー・ワッツ – マスタリング
- フリートウッド・マック – コンセプト
- デスモンド・ストロベル – デザイン
- ラリー・ヴァイゴン – ハンド・レタリング

## チャート
アルバム
| 年   | チャート                                          | 順位 |
| ---- | ------------------------------------------------- | ---- |
| 1977 | アメリカ・Billboard 200                           | 1    |
| 1977 | イギリス                                          | 1    |
| 1977 | オーストラリア・Kent Music Reportアルバムチャート | 1    |
| 2013 | アメリカ                                          | 40   |
| 2013 | イギリス                                          | 3    |

シングル
| 年   | シングル                         | チャート                               | 順位 |
| ---- | -------------------------------- | -------------------------------------- | ---- |
| 1977 | オウン・ウエイ                   | ビルボード・ポップ・シングル           | 10   |
| 1977 | オウン・ウエイ                   | ビルボード・アダルト・コンテンポラリー | 45   |
| 1977 | ドリームス                       | ビルボード・ポップ・シングル           | 1    |
| 1977 | ドリームス                       | ビルボード・アダルト・コンテンポラリー | 11   |
| 1977 | ドント・ストップ                 | ビルボード・ポップ・シングル           | 3    |
| 1977 | ドント・ストップ                 | ビルボード・アダルト・コンテンポラリー | 22   |
| 1977 | ユー・メイク・ラヴィング・ファン | ビルボード・ポップ・シングル           | 9    |
| 1977 | ユー・メイク・ラヴィング・ファン | ビルボード・アダルト・コンテンポラリー | 28   |

## 受賞
| 年   | 組織       | 分野             | 受賞者                                                         |
| ---- | ---------- | ---------------- | -------------------------------------------------------------- |
| 1978 | グラミー賞 | 最優秀アルバム賞 | フリートウッド・マック、ケン・キャレイ、リチャード・ダシェット |

## ゴールド等認定
| 組織       | 賞                   | 日付           |
| ---------- | -------------------- | -------------- |
| RIAA – USA | ゴールド             | 1977年2月15日  |
| RIAA – USA | プラチナム           | 1977年3月9日   |
| BPI – UK   | ゴールド             | 1977年5月23日  |
| BPI – UK   | プラチナム           | 1977年11月9日  |
| RIAA – USA | 12X プラチナム       | 1984年10月22日 |
| BPI – UK   | ダブル・プラチナム   | 1985年4月10日  |
| BPI – UK   | トリプル・プラチナム | 1985年4月10日  |
| BPI – UK   | 4X プラチナム        | 1987年3月10日  |
| BPI – UK   | 5X プラチナム        | 1998年8月1日   |
| BPI – UK   | 6X プラチナム        | 1998年8月1日   |
| BPI – UK   | 7X プラチナム        | 1998年8月1日   |
| RIAA – USA | 13X プラチナム       | 1989年3月1日   |
| RIAA – USA | 14X プラチナム       | 1993年12月9日  |
| RIAA – USA | 17X プラチナム       | 1995年1月31日  |
| RIAA – USA | 18X プラチナム       | 1998年4月6日   |
| BPI – UK   | 8X プラチナム        | 2000年1月28日  |
| BPI – UK   | 9X プラチナム        | 2000年1月28日  |
| BPI – UK   | 10X プラチナム       | 2000年1月28日  |
| RIAA – USA | 19X プラチナム       | 2003年3月24日  |
| RIAA – USA | 20X プラチナム       | 2014年10月3日  |
| BPI – UK   | 15X プラチナム       | 2021年11月26日 |
| RIAA – USA | 21X プラチナム       | 2023年7月19日  |